# Famille d'Auberchicourt
La Famille d'Auberchicourt est une famille noble de l'Ostrevent, département du Nord, région des Hauts-de-France, qui porte le nom de son fief de base, l'actuelle commune d'Auberchicourt. Le nom de la famille a beaucoup varié avec le temps : Aubrechicourt, Oberchicourt, Abrichecourt, etc. Au XIe siècle, un Gauthier d'Auberchicourt participe à la première croisade de 1096. Ce premier seigneur ne semble pas faire souche et au siècle suivant, s'installent sur le fief des nobles issus des châtelains de Douai qui vont fonder une lignée. Quelques membres ont une certaine notoriété jusqu'au XVe siècle, moment à partir duquel la famille laisse de moins en moins de traces. La grande particularité de cette maison féodale réside dans le fait qu'elle va s'illustrer principalement pendant la guerre de Cent Ans mais en combattant au service de l'Angleterre contre la France et en installant outre Manche la branche la plus durable. Les dernières mentions du nom d'Auberchicourt dans leur région d'origine datent du XVIe siècle, soit une présence pendant 500 ans, avec un éclat particulier au XIVe siècle.

## Armes
Les armes de la famille d'Auberchicourt varient selon les époques et les seigneurs. On retrouve ainsi :
« De sinople à trois fasces alesées, cousues de gueules, chaque fasce chargée de deux coquilles d’or » ou « De sinople à trois fasces alésées cousues de gueules, chaque fasce chargée de deux coquilles d'or; accompagnée de quatorze mouchetures cousues de sable et ordonnées en orle » ou « De sinople au chef d'hermines, à la bordure engrêlée d'argent » qui sont quasiment celles qu'a gardées la commune actuelle d'Auberchicourt, ou encore  D'hermines, à trois hamaides de gueule, chargées : la 1re hamaide d'une coquille d'or, la seconde de 2, et la 3e de 3 coquilles d'or »".
Ces variations peuvent s'expliquer par le fait qu'il y aurait eu sur le lieu Auberchicourt, deux seigneuries et donc deux familles différentes, l'une pouvant provenir des châtelains de Valenciennes et l'autre, la plus connue, descendant des châtelains de Douai. Toutefois les distinctions entre les deux sont rarement clairement établies par les sources, tous les membres portant le nom d'Auberchicourt.

## Histoire
Un Gauthier d'Auberchicourt participe à la première croisade en 1096. Il ne semble pas avoir laissé de descendance bien établie.
L'histoire de la famille débute de façon plus durable au XIIe siècle avec l'installation d'une lignée qui descend des châtelains de Douai.
Au XIIIe siècle, la souche se divise en deux grandes branches : l'une garde Auberchicourt, l'autre s'installe à Bugnicourt. Ils possèdent également Estaimbourg, Bernissart.
Les deux rameaux gardent leur fief de base jusqu'en 1370, date à laquelle tant Auberchicourt que Bugnicourt passent à la maison de Lalaing,. Ils demeurent néanmoins chevaliers, seigneurs d'Estaimbourg et de Bernissart en 1389.
La branche de Bugnicourt va donner naissance aux personnages les plus notables de la famille : Sanchet D'Abrichecourt, Eustache D'Abrichecourt, Jean d'Auberchicourt, considérés par la commission historique du département du Nord comme les personnages les plus marquants de toute l"histoire de Bugnicourt.
Ils s'illustrent tous les trois pendant la guerre de Cent Ans en combattant au service de l'Angleterre. Des descendants de ces guerriers vont s'installer en Angleterre et y fonder un rameau : les Dabridgecourt dont un John D'Abrichecourt, mort en 1415, membre de l'Ordre de la Jarretière. Le château de cette dernière branche existe toujours de nos jours.
En revanche, la famille restée en Ostrevent semble connaitre des fortunes diverses. Certains s'illustrent encore auprès de grands seigneurs (voir François d'Auberchicourt ci-dessous), mais d'autres nouent des alliances moins glorieuses. Dès le XIVe siècle, des descendants prennent époux ou épouses parmi des familles bourgeoises (pour retrouver une aisance financière?) : en 1364, l'arrière petite-fille de Baudouin d'Auberchicourt épouse un bourgeois de Lille. Ils alternent ainsi alliance avec de nobles seigneurs (Isabeau d'Auberchicourt, fille de Baudouin V épouse de Gérard d'Antoing, chevalier, puis de Jacques d'Ollehain, lequel sert dénombrement d'un de ses fiefs en 1456), et mariage avec des bourgeois (Agnès d'Auberchicourt, dite d'Estaimbourg, fille de Pierre d'Auberchicourt, mariée le 1er décembre 1439 à un bourgeois de Douai).
On retrouve encore le nom d'Auberchicourt mais dit d'Estaimbourg, avec en 1506, un Jean d'Auberchicourt, dit d'Estaimbourg, le même étant retrouvé en 1511, même si la famille a également perdu les fiefs d'Estaimbourg et de Bouvignies à la fin du XVe siècle avec le mariage d'Isabeau d'Auberchicourt, évoqué ci-dessus, laquelle apporte les deux seigneuries dans la maison d'Ollehain.
Après le XVIe siècle, on ne trouve plus de traces des d'Auberchicourt.

## Représentants notables
- Gauthier d'Auberchicourt se croise en 1096[6]. Avant ce départ, il avait participé la même année au tournoi d'Anchin[16]. En 1099, il est témoin lors de la passation d'une charte entre l'abbaye de Saint-Amand et Berthe, épouse d'Anselme III de Ribemont, (Liste des seigneurs de Ribemont), comte d'Ostrevent, seigneur de Bouchain, et Geoffroy de Bouchain[10].
- Wauthier ou Walbold de Douai, frère du châtelain de Douai Michel de Douai, dit d'Auberchicourt car il fonde la lignée des seigneurs d'Auberchicourt descendant des châtelains de Douai[17], figure sur un acte de 1199[1]. Il épouse Alix de Mausny (Masny) et meurt en 1209[18]. Il est le père de Wauthier ou Gauthier II d'Auberchicourt, mort vers 1228, seigneur d'Estaimbourg[18]. Leur succèdent des seigneurs dits d'Auberchicourt, possédant Estaimbourg, Bernissart[19].
- Sire Baudouin d'Obrecicourt le Jeune (le même que Baudouin I ci-dessous?) est un des arbitres nommés en juillet 1251 pour mettre fin à un litige entre l'abbaye Saint-Calixte de Cysoing, l'abbaye d'Anchin et une dame Élisabeth de Rieulay à propos du canal de Rieulay et de la rive de la Scarpe[20]
- Baudouin I d'Auberchicourt, époux de Yolande de Roisin, participe au tournoi de Chauvency en 1285 et meurt au combat devant Courtrai en 1302[6].
- Baudouin II d'Auberchicourt combat au service de la France pendant la guerre de Cent Ans. Il défend Tournai contre Édouard III. Il meurt devant Calais (Siège de Calais (1346-1347) en 1347. Il avait épousé Marguerite de Landas[6]. Baudouin et Marguerite sont les parents de Marie d'Auberchicourt qui a eu deux enfants naturels du duc de Bourgogne Philippe II de Bourgogne[21]. Il est probablement le même personnage que celui désigné dans une autre source[22] de la façon suivante :  Baudouin IV d'Auberchicourt, chevalier, est seigneur d'Estaimbourg, Bernissart, etc., et l'époux de Marie de Mortagne, dite de Landas, dame de Bouvignies-les-Orchies (Bouvignies)[22]. En 1341, ce Baudouin vend aux dominicaines de Lille, un hôtel qu'il possède à Lille afin qu'elle puissent y rebâtir leur couvent[23]. Il a pour fille Isabeau d'Auberchicourt, dite d'Estaimbourg, qui épouse vers 1346, Gérard d'Antoing, chevalier, gouverneur d'Artois en 1352, apparenté à Isabeau d'Antoing (Liste des seigneurs, comtes, puis princes d'Épinoy) laquelle lui a donné la seigneurie de Gondecourt. Elle se marie ensuite après 1356 avec Jehan ou Jacques d'Ollehain ou de Hollain (le château d'Ohlain est sur la commune de Fresnicourt-le-Dolmen), chevalier, seigneur du Grand-Rullecourt[3].
- Nicolas II d'Auberchicourt est seigneur de Bugnicourt. Il est le premier d'Auberchicourt cité dans les Chroniques de Jean Froissart. En 1326, la reine d'Angleterre, Isabelle de France, épouse du roi d'Angleterre Édouard II, fille du roi de France Philippe IV le Bel et sœur du roi de France Charles IV le Bel, est en France, à la suite d'une tentative de négociation. Son mari la soupçonne, avec raison, de comploter avec des nobles anglais contre lui et la somme de quitter la France. Elle gagne le Hainaut appartenant alors à la Maison d'Avesnes. Elle est reçue par Nicolas II d'Auberchicourt et son épouse dans leur château de Bugnicourt. Isabelle de France et son fils, l'héritier du trône d'Angleterre, le futur Édouard III, nouent des liens étroits avec Nicolas II d'Auberchicourt et vont favoriser sa descendance. Isabelle lève des troupes dans le Hainaut pour se joindre aux barons anglais révoltés contre Édouard II. Nicolas d'Auberchicourt l'accompagne lorsqu'elle rentre en Angleterre et détrône son mari pour installer son fils. Dès lors les Auberchicourt de cette lignée lient leur sort à celui de l'Angleterre. En 1331, Nicolas II reçoit une pension d'Édouard III et participe à l'expédition anglaise de 1335 en Écosse (Guerres d'indépendance de l'Écosse)[6].
- Colard d'Auberchicourt, sans doute fils de Nicolas II, et frère de Sanche et Eustache, reçoit en 1355 une rente de 200 livres tournois d'Édouard III. Il est prévôt de Valenciennes, conseiller du comte de Hainaut, capitaine d'Enghien en 1364. En 1373-1374, on le retrouve capitaine du château de Nottingham où sont enfermés quelque temps les fils de Charles de Blois. Il est encore écuyer du roi, gardien de la forêt de Sherwood[6].
- Sanche d'Auberchicourt ou Sanchet D'Abrichecourt, (1330-1349), nait à Bugnicourt en 1330 et meurt en 1349 en Angleterre. Il est un des membres fondateurs en 1348 de l'ordre de la Jarretière, plus élevé des ordres de chevalerie britannique.
- Eustache d'Auberchicourt ou Eustache D'Abrichecourt, (né vers 1334 à Bugnicourt, mort vers 1373 en Normandie[7]), frère du précédent, est un grand capitaine de guerre au service du roi d'Angleterre ou encore, lorsque la guerre de Cent ans marque une trêve, de Charles II de Navarre dit Charles le Mauvais. Il est également dans les intervalles, pour son propre compte, capitaine de pillards faisant partie des grandes compagnies. Eustache est retrouvé aux côtés d'Édouard de Woodstock, le Prince noir, fils aîné d'Édouard III, qui mène des chevauchées en 1355 et 1356 (Chevauchée du Prince noir (1355), Chevauchée du Prince noir (1356)) dans le Sud ouest de la France, juste avant la bataille de Poitiers de 1356. Entre 1356 et 1359, il est en Champagne, où il guerroie à la fois pour son propre compte et dans l'intérêt des Anglais, tenant dix à douze forteresses ou cités (Nogent-sur-Seine, Arcis-sur-Aube, etc.). Il s'enrichit par la conquête des pays et des villes, ou en faisant des prisonniers, exigeant des rançons, et acquiert ainsi gloire et profit. En 1359, la situation se retourne, l'évêque de Troyes, Henri de Poitiers, «rude guerroyeur »[6], et les seigneurs de Champagne, aidés de renforts envoyés par le roi de France Charles V, décident de le bouter hors de leur province voire de l'occire. Le 23 juin 1359, Eustache est défait par l'armée d'Henri de Poitiers près de Nogent-sur-Seine  et a failli y perdre la vie, il est fait prisonnier, puis rapidement délivré contre une rançon de 22 000 livres rassemblées par ses amis et par les Anglais. Il redevient chef de bandes, s'installe dans le comté de Rethel à Attigny, et de là parcourt et pille la Champagne allant jusqu'à proximité de Laon (prise d'Épernay, Vertus, Château-Thierry, La Ferté-Milon, etc.). Le traité de Brétigny en mai 1360 met fin à ces expéditions, les Anglais et leurs alliés doivent quitter la Champagne. Eustache réussit à vendre plusieurs de ses possessions au comte de Rethel (Louis II de Flandre dit Louis de Male) et au comte de Bar (Robert Ier de Bar). Riche, il épouse en 1360 une femme issue d'un grand lignage, Isabelle de Juliers († en 1411), fille de Guillaume V de Juliers, nièce de la reine d'Angleterre Philippa de Hainaut, et veuve du comte Jean de Kent. Il part en Normandie tenir garnison à Carentan pour le compte de Charles le Mauvais, s'y livre à nouveau à des pillages. Il fait partie des signataires en octobre 1360 à Calais de la confirmation du traité de Brétigny. En 1362, il est gouverneur de Mons, participe à la bataille d'Auray où est tué Charles de Blois, puis capitaine de Bouchain. En 1366, il accompagne les chevaliers anglais qui vont soutenir Pierre le Cruel en Espagne. Après la rupture du traité de Brétigny en 1369, il participe de nouveau aux combats. On le retrouve en Limousin, où il prend sa part au sac de Limoges en 1370. Il meurt vers 1373 en Normandie après une vie de batailles et de pillages[6].
- Jean d'Auberchicourt d'Estaimbourg, dit Froissart, gentilhomme lillois, est fait chevalier le 3 novembre 1379 à la défense d'Audenarde contre les gantois rebelles (Révoltes de Gand)[24].
- Jean d'Auberchicourt, fils de Colard, né à Bugnicourt, est comme son père et ses oncles au service de l'Angleterre. Il est aux côtés de son père lorsque celui-ci garde les fils de Charles de Blois. Il combat au Portugal et en Espagne. En 1399, Jean est gouverneur de Calais. En 1400, il se rallie au nouveau roi d'Angleterre Henri IV[6].
- François d'Auberchicourt est seigneur de Rochefort (Saint-Bonnet-de-Rochefort) dans le duché de Bourbon ou Bourbonnais. Il occupe la charge de chambellan du roi Charles VI et du duc de Bourbon Louis II de Bourbon. Vers 1390, il est ambassadeur de ce dernier à Chypre[6]. Il peut être le François d'Auberchicourt, chevalier wallon à la cour de France en 1415, fils d'Eustache[25], qui porte pour armes "Écartelé; aux 1 et 4, d'hermines à la hamaide de gueules; aux 2 et 3, de gueules au lion d'or, lampassé d'azur". Placé encore enfant, en otage auprès du duc de Bourbon, par son père, en 1371, il est un des chevaliers de la suite de ce prince en 1387. En 1411-1412, on le retrouve parmi les chefs des Armagnacs. Il compose également des poèmes et chansons en tant que trouvère de la cour de France[25], auteur d'une des douze réponses au Livre des cent ballades.

## Pour approfondir